# Holländische Sauce

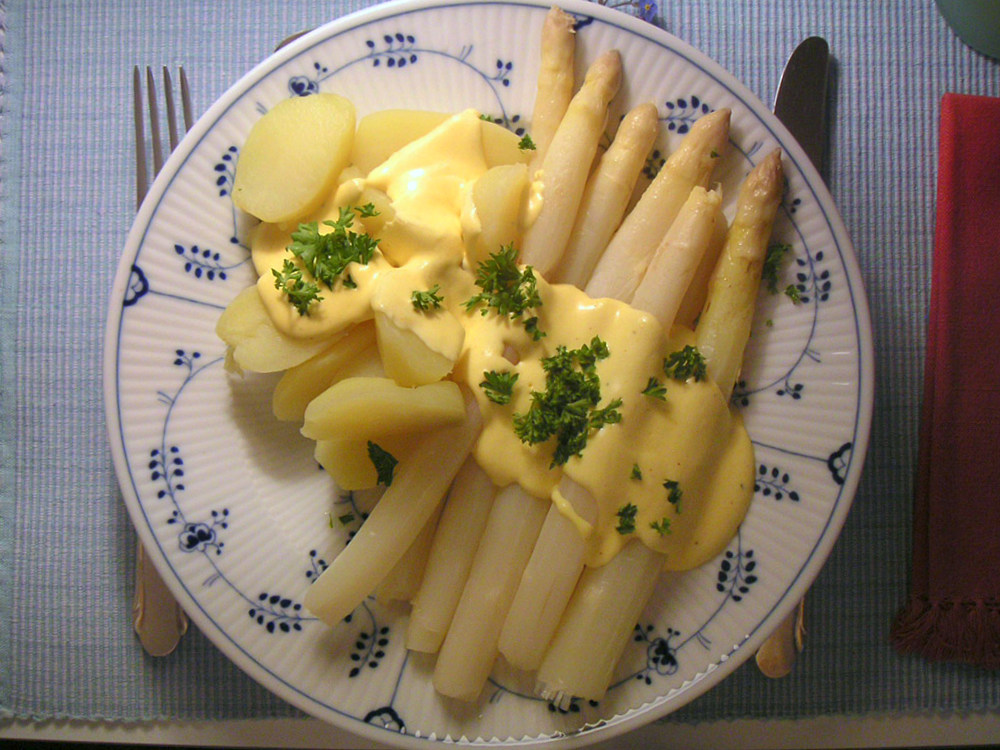
Spargel mit Kartoffeln und Sauce hollandaise

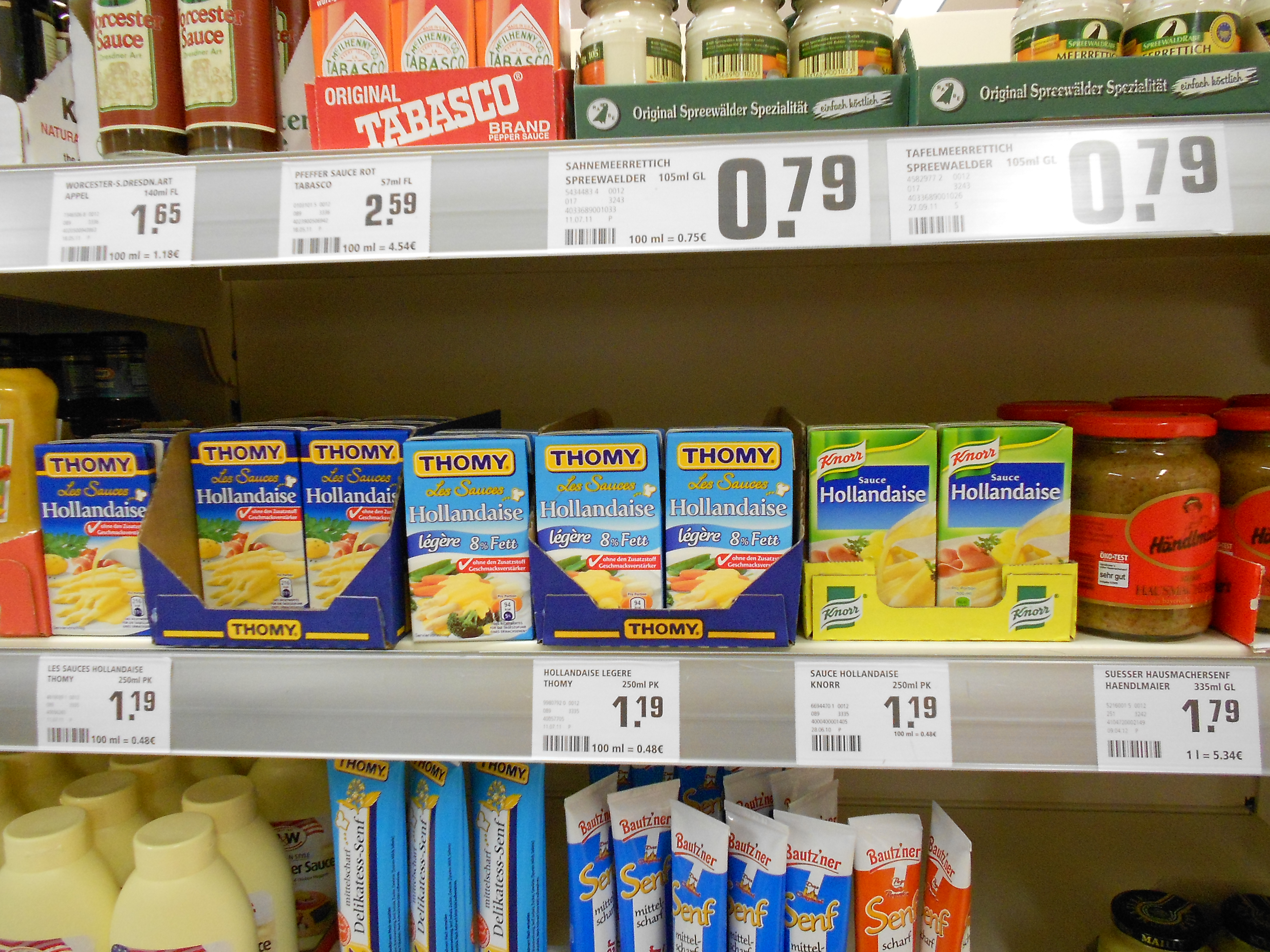
Sauce hollandaise als Fertigprodukt

Holländische Sauce, auch oft Sauce hollandaise (französisch [soːs ʔɔlɑ͂ˈdɛːz]) oder kurz Hollandaise genannt, ist eine helle, luftig aufgeschlagene Buttersauce und eine der Grundsaucen der klassischen französischen Küche. Sie wird meist zu Fisch, Meeresfrüchten und Gemüse wie Spargel gereicht.
Häufig wird jedoch eine weiße Grundsauce (Mehlschwitze, die mit einer Brühe durchgekocht wurde) und die anschließend mit Eigelb und/oder Butter sowie evtl. Zitronensaft ergänzt wurde, ebenfalls als Holländische Sauce (auch Holländersauce) bezeichnet, auch die Industrie bedient sich des Begriffs: Das sind allerdings „unechte Holländische Saucen“ bzw. Ersatzprodukte und haben mit der klassischen Zubereitung nichts gemeinsam.

## Zubereitung
Sie basiert auf einer Öl-in-Wasser-Emulsion (O/W), die durch langsames und tropfenweises Einrühren von Fett in Eigelb entsteht.
Nach dem klassischen Escoffier-Rezept vom Anfang des 20. Jahrhunderts besteht eine Sauce hollandaise ausschließlich aus Eigelb, welches mit wenig verdünntem Essig verrührt wurde, geklärter Butter (nur das bei der Klärung entstehende Butterreinfett wird verwendet), Salz und Pfeffer. Escoffier empfiehlt allerdings in seiner Anmerkung auf Grund der häufig schlechten Qualität des Essigs die Verwendung von Wasser zum Verrühren und zusätzlich ein anschließendes Abschmecken mit Zitronensaft.
Zur Zubereitung wird Butter zerlassen. Parallel wird Eigelb mit etwas Wasser ergänzt (ein Teelöffel Wasser pro Eigelb); nach neueren Rezepten auch mit Weißwein oder einer Reduktion aus Wein oder Weinessig, Schalotten und Lorbeer und als Ansatz im Wasserbad schaumig geschlagen, bis die Masse sich allmählich verdickt. Dann fügt man unter weiterem Schlagen nach und nach die lauwarme, flüssige Butter hinzu (die Molkenbestandteile bleiben zurück), sodass sich eine cremige Emulsion bildet. Gewürzt wird sie mit Salz, weißem Pfeffer und Zitronensaft sowie eventuell etwas Worcestershiresauce. Für die Zubereitung werden verzinnte Kupfertöpfe oder solche aus rostfreiem Edelstahl verwendet, Töpfe aus Aluminium lassen die Sauce grünlich werden.
Parallel haben sich weitere Zubereitungsarten etabliert:
- Unter Vermeidung des Wasserbades ist eine Kasserolle mit einem starken Boden geeignet, in der die Eigelb-Gewürz-Mischung langsam erhitzt wird, bis sie deutliche Spuren am Boden hinterlässt: Das nunmehrige Einrühren der flüssigen Butter (zuerst sorgfältig tropfenweise, jeweils nach dessen vollständiger Bindung, und nach Eindickung dann fadenweise) ergibt die Emulsion. Die Molkenanteile der flüssigen Butter bleiben auch hier der Einfachheit halber in dem Gefäß zurück, in dem man die Butter erhitzt hat.[3]

- Die Schnellbereitung in einem Küchenmixer ist ebenfalls möglich. Hier wird die Sauce durch Einfüllen der geklärten Butter, die etwa Kochtemperatur haben soll (ebenfalls zunächst tropfenweise, später in dünnem Strahl) in die kalte Eigelb-Gewürz-Mischung unter schaumigem Aufschlagen hergestellt.[3]

Geronnene Sauce kann evtl. nach Zugabe einiger Tropfen kalten Wassers (bei heißer Sauce) oder heißen Wassers (bei kalter Sauce) wieder aufgeschlagen werden: In hartnäckigen Fällen ist ein neuer Ansatz aus Eigelb-Butterreinfett nötig, in den die geronnene Mischung zum Schluss untergerührt wird.

## Unechte Holländische Sauce und Industrieprodukte

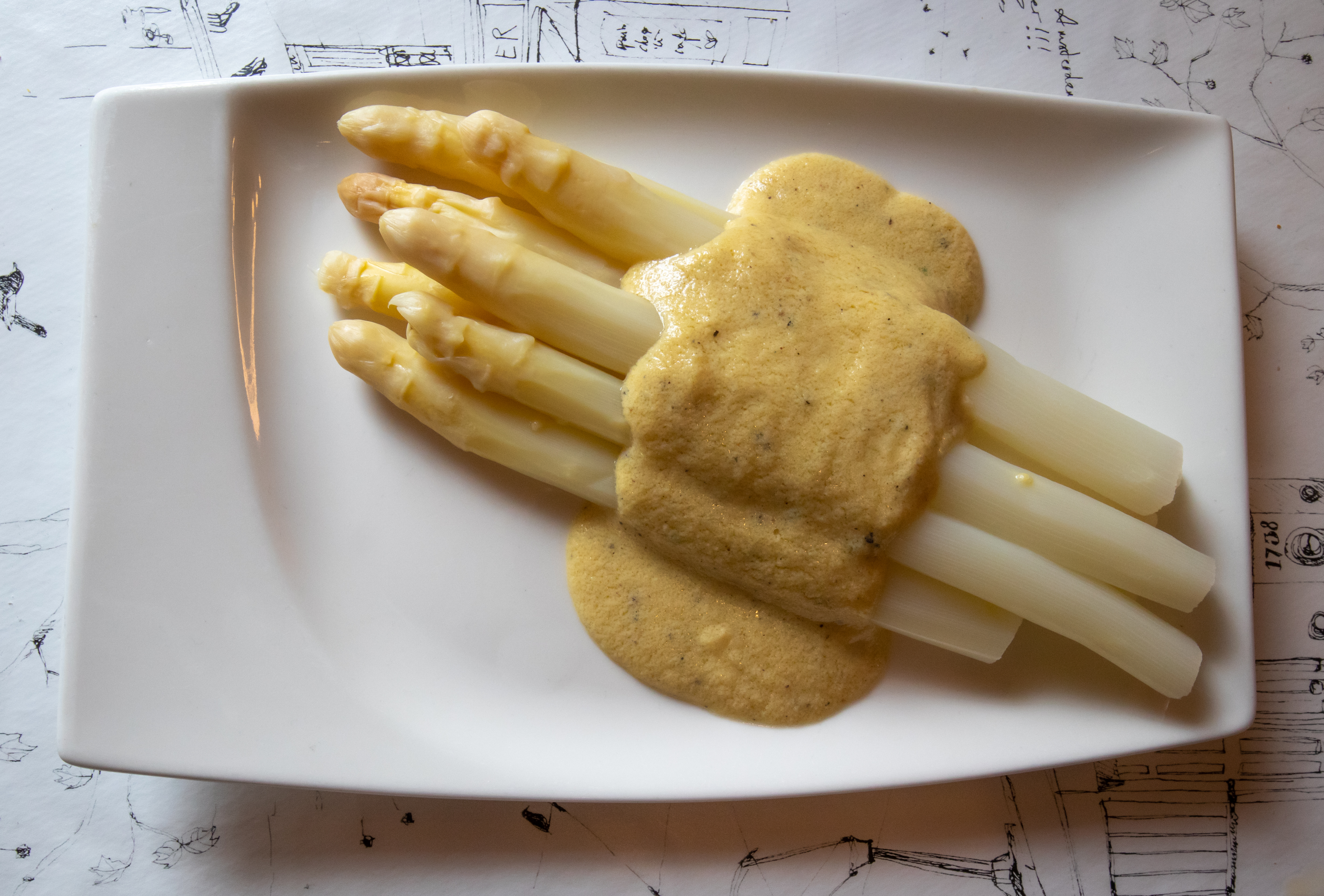
Mit heller Grundsauce verlängerte Sauce Hollandaise

Unechte Holländische Sauce besteht aus weißer Grundsauce (s.v.w. Mehlschwitze, die mit einer Brühe durchgekocht wird), die anschließend mit Eigelb, Butter und Zitronensaft ergänzt werden kann.
Holländische Sauce wird auch von der Lebensmittelindustrie in unterschiedlicher Form als Fertigprodukt angeboten. Industriell hergestellte Holländische Saucen enthalten in der Regel Pflanzenöle und keine Butter bzw. Butterreinfett. Neben Eigelb werden auch andere Emulgatoren oder Verdickungsmittel zugesetzt. Weitere Bestandteile der industriellen Saucen sind in der Regel auch Aromastoffe wie Diacetyl (Butteraroma) und Würze, teils auch Farbstoffe wie Capsanthin oder Carotin.
Der Europäische Gerichtshof urteilte allerdings 1995, dass auch Sauce, die anstelle von Butter Pflanzenfett enthalte, als „Sauce hollandaise“ bezeichnet werden dürfe, einen Schutzanspruch für diesen Begriff gab und gibt es nicht.
Auch die Pulver-Fertigmischungen (Industrieprodukte) verschiedener Hersteller enthalten neben Trocken-Eigelb erhebliche Teile an Stärke und Verdickungsmitteln, so dass trotz gewünschter (großzügiger) Butter-Beigabe (anstatt des nach dem klassischen Rezeptes vorgesehenen Butterreinfettes) in der Herstellung keine klassische Sauce hollandaise erzielt wird, sondern auch diese im Ergebnis nur eine Unechte Holländische Sauce sind.

## Geschichte
Den Quellen zufolge ist die Sauce französischen Ursprungs. Entstanden ist sie wahrscheinlich im 18. Jahrhundert in der Normandie. Eines der ältesten bekannten Rezepte für Sauce à la hollandaise erschien 1758 in dem Buch Dons de Comus, wurde aber nur aus Butter, Mehl, Bouillon und Kräutern zubereitet, ohne Ei. Der Name soll eine Anspielung auf die hohe Qualität holländischer Milchprodukte sein. Prosper Montagné, der erste Herausgeber des Larousse Gastronomique, zog die Bezeichnung Sauce Isigny vor. Butter aus Isigny hat in Frankreich einen sehr guten Ruf.
Im deutschsprachigen Raum wurde dafür der Begriff aufgeschlagene Buttersauce verwendet. Unter Hinweis auf die enormen Kosten (ein Hühnerei kostete 1912 das gleiche wie ein Glas Bier (0,3 Liter) in einer Gaststätte: 0,23 Mark) wurden schon damals „Streckungen“ mit verschiedenen Mitteln empfohlen: Die Mehlschwitze unter Aufguss von Brühe steht dabei an erster Stelle dieser Methoden.

## Ableitungen
Die Sauce hollandaise ist Grundlage mehrerer Ableitungen durch Ergänzung weiterer Zutaten. Beispielhaft gehören dazu:
- Eine Ableitung der Holländischen Sauce ist die Sauce béarnaise, deren Basis ebenfalls Eigelb und Butter sind, die durch die Verwendung einer Reduktion aus Wein und Kräutern aber einen würzigeren Geschmack hat.

- Mischt man unter die Holländische Sauce ein wenig Fischsauce (Velouté de poisson, also nicht die in der asiatischen Küche verwendete Würzsauce), sowie etwas Kaviar und geschlagene Sahne, so erhält man die Kaviarsauce (Sauce au caviar), die sich zu gekochtem Lachs anbietet.
- Für die Sauce romanov (auch Kaviarsauce genannt) gibt man ebenfalls Kaviar hinzu.[8]
- Die Cédardsauce (Sauce cédard) enthält einen reduzierten Ansatz aus gekochten Champignons, Zitronensaft und Geflügelextrakt (Glace de volaille) als abwandelnde Geschmackszutat. Sie wird in erster Linie zu Spargel und Artischocken gereicht.
- Für die Choronsauce (Sauce choron) wird etwas Tomatenmark hinzugegeben.[8]
- Bei der Dijonsauce (Sauce dijonnaise, auch Senfsauce) wird die Hollandaise mit Senf[1] und geschlagener Sahne abgeschmeckt. Diese Variante isst man zu gekochtem Fisch und verlorenen oder weichen Eiern.
- Für die Göttliche Sauce (Sauce divine) verwendet man Geflügelextrakt und geschlagene ungesüßte Sahne
- Bei der Malta Sauce oder Malteser Sauce (Sauce maltaise) werden der Sauce hollandaise Blutorangensaft und -zesten beigefügt,[8] alternativ auch Orange, Zitrone, Grapefruit etc.[1] Sie wird meist zu Spargel gereicht.
- Wird hingegen die Schale von Zitronen oder Mandarinen verwendet, erhält man die Sauce Mikado.[1]
- Als Schaumsauce (Sauce mousseline) bezeichnet man die Ableitung, bei der geschlagene ungesüßte Sahne hinzugegeben wird.[1]
- Ebenfalls zu gekochtem Fisch oder Eiern serviert man die Venezianische Sauce (Sauce vénitienne), für die unter die Holländische Sauce ein Püree aus Petersilie, Kerbel, Estragon und wenig Spinat gezogen wird.